# Julio Fernández Baraibar
Julio Fernández Baraibar (Tandil, 8 de junio de 1947) es un escritor, guionista, documentalista y político argentino. Integrante de la corriente política e intelectual argentina conocida como Izquierda nacional, ha sido candidato a diputado nacional en varias oportunidades. Es autor de varios libros y publicaciones. Desde 2022 es coordinador del Archivo Histórico de Radio y Televisión Argentina.

## Síntesis biográfica
Nació en Tandil, en el suroeste de la provincia de Buenos, en el seno de una familia de clase media. Hizo su escuela primaria y secundaria en el Colegio San José de aquella ciudad, un instituto de enseñanza perteneciente a los Hermanos de la Sagrada Familia. 
A los 16 años, tras un breve y secreto paso por el Movimiento Nacionalista Tacuara, se acercó a un grupo teatral tandileño llamado Pequeño Teatro Experimental, dirigido por un proverbial y talentoso bohemio, Juan Carlos Gargiulo. Allí trabó amistad con dos jóvenes que luego serían famosos en su actividad: el actor tandilense Víctor Laplace (1943-) y el escritor Osvaldo Soriano (1943-1997). 
A los 17 años, al terminar la escuela secundaria, se trasladó con toda su familia a Buenos Aires y comenzó sus estudios en la Facultad de Derecho y Ciencias Políticas de la Pontificia Universidad Católica Argentina.

### Inicio en la política
En la universidad comenzó a relacionarse con la política. Impulsado por el espíritu de discusión generado en la Iglesia católica por el Concilio Vaticano II (1962-1965), la Universidad Católica Argentina vio aparecer, en todas las facultades, grupos estudiantiles con inquietudes sociales. En 1966, cuando se produjo el golpe militar encabezado por el general derechista Juan Carlos Onganía, autodenominado «Revolución Argentina», se integró al grupo Acción Comunitaria de Extensión Social (ACES). La tarea principal del pequeño grupo era realizar una tarea social en un barrio humilde del partido de La Matanza, bajo la conducción del padre Gerardo Farrell (1930-2000). En esa actividad de fines de semana, conoció a María Isabel Santamaría, quien sería su esposa y madre de sus dos hijas, María Guadalupe y María Soledad.
En 1967, Fernández Baraibar toma contacto con Acción Sindical Argentina, un agrupamiento sindical socialcristiano vinculado a la Confederación Latinoamericana de Trabajadores (CLAT).
En 1968 se crea la CGT de los Argentinos, liderada por el dirigente gráfico Raimundo Ongaro (1925-2016). Allí formó parte de una Comisión de Solidaridad con el pueblo tucumano, que presidía Benito Romano (1928-1976), sindicalista de la Federación Obrera Tucumana de la Industria del Azúcar (FOTIA), quien sería secuestrado y asesinado por la dictadura cívico-militar-eclesiástica de 1976-1983.

### Ingreso a la Izquierda Nacional
En ese año (1968) se acercó al Partido Socialista de la Izquierda Nacional (PSIN), grupo creado por Jorge Abelardo Ramos (1921-1994). Ese acercamiento estuvo determinado por el impacto que tuvieron en su formación política dos libros, Revolución y contrarrevolución en la Argentina e Historia de la nación latinoamericana, ambos de Ramos. El PSIN era un partido socialista, de inspiración leninista, que, contrariamente al resto de la izquierda argentina, apoyaba al pueblo peronista y reivindicaba los gobiernos de Juan Domingo Perón.
El 29 de mayo de 1969, el Cordobazo, un levantamiento de obreros y estudiantes en la ciudad de Córdoba, fue el punto inicial de la actividad política de miles y miles de jóvenes argentinos de ambos sexos. Después de tres años de dictadura militar liberal antiperonista, la clase trabajadora y amplios sectores medios estaban en plena rebeldía con el gobierno. En el mes de agosto de 1969, Fernández Baraibar se afilió formalmente al PSIN y en diciembre se casó con María Isabel Santamaría.
Con el ingreso a la Izquierda Nacional comienza formalmente la actividad política. Fue secretario de la Mesa Ejecutiva Nacional del partido y, posteriormente, miembro de la misma. Ahí comenzó su relación política y personal con 
el Colorado Ramos,
Jorge Enea Spilimbergo, 
María Isabel Yiyí Constenla (esposa de Spilimbergo),
Blas Alberti, 
Fernando Carpio, 
Alberto Converti, 
Alberto Guerberof, 
Pablo Fontdevila, 
Jorge Neme, 
Susana Maidana y otros dirigentes del partido de todo el país. Comenzó a colaborar en el periódico del partido Lucha Obrera y en la revista Izquierda Nacional.
En 1970 participó del X Congreso de la Federación Universitaria Argentina (FUA) que dio lugar a una dirección compartida entre la Agrupación Universitaria Nacional (AUN), vinculada al PSIN, y un sector de la Franja Morada, denominado Nacional, encabezada por Domingo Teruggi y el abogado rosarino montonero Eduardo Garat (1945-1979).
Con la inevitable apertura electoral lanzada por el dictador militar Alejandro Agustín Lanusse (1918-1996), participó en la fundación del Frente de Izquierda Popular (FIP) y formó parte de su Mesa Ejecutiva Nacional, a la vez que era director del periódico Izquierda Popular, junto con Jorge Raventos.
En 1972, después del regreso de Perón a la Argentina, formó parte de la delegación que entrevistó al dos veces presidente en su residencia de la calle Gaspar Campos, en Vicente López (localidad vecina a Buenos Aires).
Un año después, a poco de la renuncia de Héctor J. Cámpora y el llamado a nuevas elecciones, volvió a participar de un encuentro con el general Perón, junto a una delegación del FIP encabezada por Ramos. En esa oportunidad, le solicitaron al expresidente su autorización para llevar, en la boleta electoral del FIP, la fórmula Perón-Perón, pedido al que el general accedió generosamente. En esas elecciones, que se llevaron a cabo en septiembre de 1973, la boleta del FIP aportó 900 000 votos al triunfo de Perón.
Durante el tercer gobierno de Juan Domingo Perón, Fernández Baraibar continuó dirigiendo la prensa partidaria y desempeñándose como periodista en la revista Confirmado.

### Exilio en Suecia
En 1976 la dictadura cívico-militar prohibió la actividad política y declaró disuelto todos los partidos. En 1977 debió exilarse a Estocolmo, Suecia. Vivió en la localidad de Jakobsberg e hizo una licenciatura en Historia y en Lenguas Nórdicas, en la Universidad de Estocolmo. En Suecia tomó contacto con el Partido Socialdemócrata Sueco, entonces liderado por Olof Palme. Viajó a Londres, Copenhague, Madrid, Lisboa y Atenas. Denunció a la dictadura cívico-militar argentina y las sistemáticas violaciones a los derechos humanos. Durante la Guerra de Malvinas llevó adelante una intensa actividad periodística y política en la prensa sueca y ante las autoridades nacionales y la dirigencia de la socialdemocracia sueca, explicando la posición argentina, defendiendo la recuperación militar de las Islas y repudiando la ocupación británica.

### Vuelta a la Argentina
Regresó al país en enero de 1984, ni bien recuperado el régimen constitucional. Continuó su militancia política en el Partido de la Izquierda Nacional, conducido por Jorge Enea Spilimbergo. Acompañó a Antonio Cafiero en su candidatura a diputado nacional en las elecciones de 1985 con el Frente Renovador Peronista. También participó de su campaña para gobernador de la provincia de Buenos Aires en 1987 y como precandidato a presidente en 1988.
Fue jefe de campaña de Saúl Ubaldini, quien se presentó a gobernador de la provincia de Buenos Aires, en 1991, usando la personería política creada por el Partido de la Izquierda Nacional: Acción Popular para la Liberación.
También fue jefe de la campaña Pino Senador de 1992, cuando el cineasta Pino Solanas se presentó por primera vez como candidato a senador por la Ciudad de Buenos Aires.
En 1995, junto con Jorge Enea Spilimbergo, Fermín Chávez, Aurora Venturini y otros compañeros recibió en la sede del PIN al comandante Hugo Chávez Frías, quien acababa de salir de prisión. El comandante dio una larga exposición de sus ideas sobre Venezuela y América Latina.
En esos años se incorporó a la redacción de la revista Línea, dirigida por Rubén Contesti. La publicación expresaba, entonces, los puntos de vista políticos del Movimiento de los Trabajadores Argentinos (MTA), un agrupamiento sindical enfrentado al presidente Carlos Menem y su política neoliberal.
Durante los últimos años del gobierno liberal de Fernando de la Rúa, Fernández Baraibar se alejó de la militancia diaria. Se dedicó, en su lugar, al estudio de la política latinoamericana y de los pensadores que plantearon la unidad del continente. 
En 2005 publicó Un solo impulso americano, el Mercosur de Perón.
Participó de la campaña presidencial de Adolfo Rodríguez Saá. Una vez electo el doctor Néstor Kirchner como presidente de la Nación y ante el carácter nacional y popular de su política, Fernández Baraibar apoyó al gobierno. Sus artículos políticos fueron publicados en la prensa oficialista.
En 2008 viajó a Caracas (Venezuela) para conocer la experiencia del Gobierno chavista. De regreso en el país, Fernández Baraibar se incorporó a la Secretaría de Cultura de la Nación, cuando Jorge Coscia fue designado por la presidenta Cristina Fernández de Kirchner como titular de la misma. Fue subdirector de la Casa Nacional del Bicentenario.
Posteriormente fue designado miembro de número del Instituto Nacional de Revisionismo Histórico Argentino e Iberoamericano Manuel Dorrego. Durante los cinco años de su funcionamiento, Fernández Baraibar fue el responsable de los cursos, conferencias y talleres que se llevaron a cabo en la institución.
En el 2014 publicó Crónica de la Integración Continental, una antología de artículos sobre el tema publicados en los últimos 15 años.
Entre 2010 y 2015 integró la Corriente Causa Popular, que constituyó un intento de agrupar a los diversos militantes y sectores de la Izquierda Nacional. Fue responsable de la revista Caminopropio.
En el 2017 los integrantes de la Corriente Causa Popular decidieron afiliarse al Partido Justicialista.
Fernández Baraibar llevó adelante una intensa actividad periodística en contra del gobierno neoliberal de Mauricio Macri desde el Instituto Independencia, que ayudó a crear, y apoyó decididamente la fórmula presidencial del Frente de Todos, Alberto Fernández-Cristina Fernández de Kirchner.

### Actividad cinematográfica
Al regresar retoma su amistad con Jorge Coscia y escriben y filman, bajo la dirección de este último, Mirta, de Liniers a Estambul, un filme sobre los años de exilio. Se estrenó en 1987. La película logró varios premios internacionales.

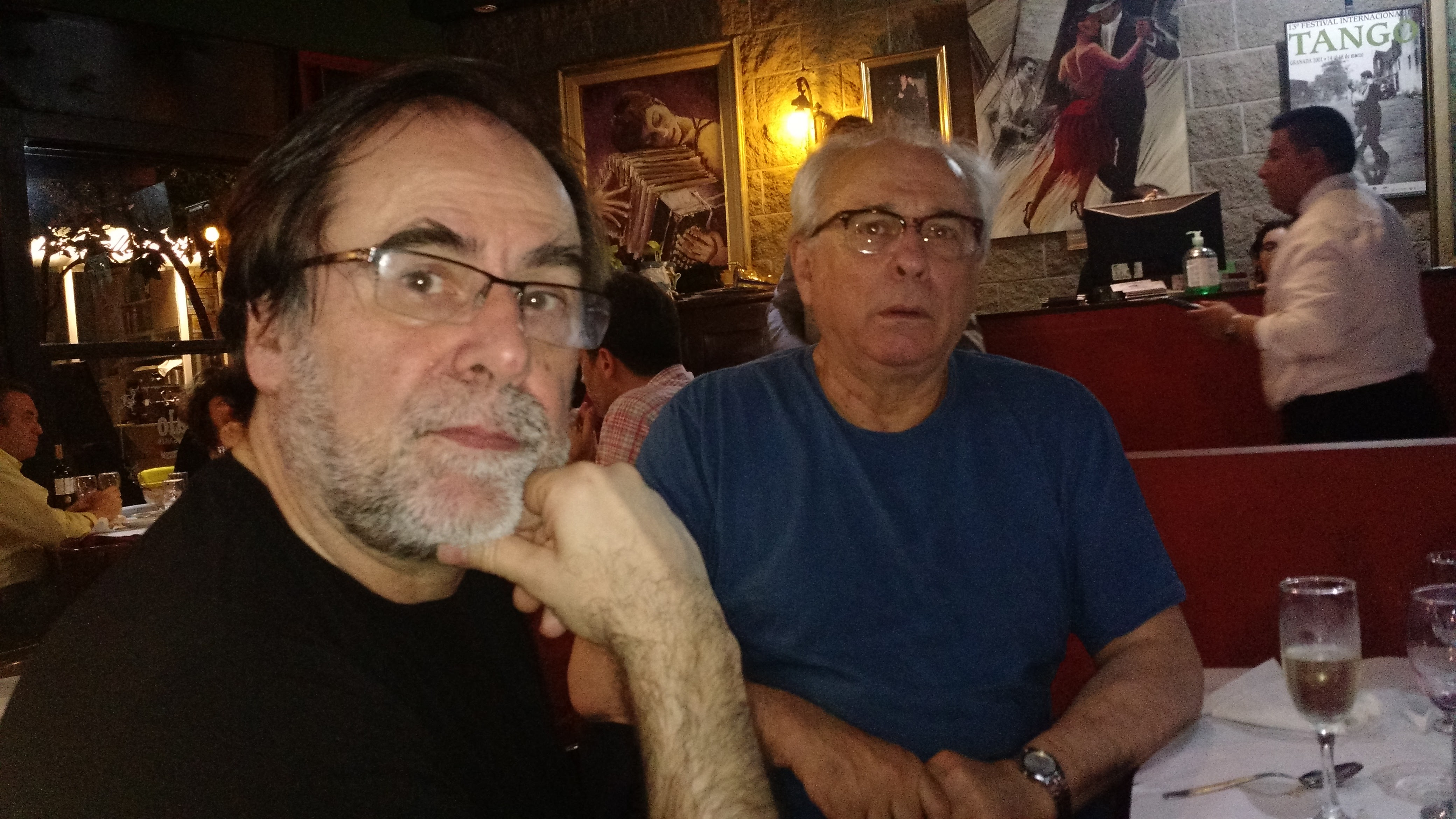
Con Jorge Coscia, cenando en el restaurante Lalo de Buenos Aires.

Posteriormente fue guionista y productor de Chorros, una comedia dirigida por Jorge Coscia, estrenada el mismo año.
Dos años después, siempre con Jorge Coscia, escribió el guion de Cipayos, la tercera invasión. Con esta película participó en el Festival de Río de Janeiro, del año 1990, que se llevó a cabo en la ciudad de Fortaleza, en el noroeste de Brasil.
En 1992, le tocó el turno a El general y la fiebre, una película con el general José de San Martín como protagonista principal. Fue coautor del guion y productor del filme. Con esta película viajó al Festival Internacional del Nuevo Cine Latinoamericano de La Habana del año 1992
En 1995, Fernández Baraibar escribió y dirigió un documental sobre la vida y la obra de Arturo Jauretche, llamado La ceniza y la brasa.
En el mismo año fue productor ejecutivo de la película Lola Mora, dirigida por Javier Torre.
También fue productor, en ese año (1995), de la película Comix, cuentos de amor, de video y de muerte, de Jorge Coscia.
En 1997 fue productor ejecutivo de Canción desesperada, filme dirigido por Jorge Coscia, con la actuación del bailarín Maximiliano Guerra (n. 1967).

## Libros
En 2005 publicó Un solo impulso americano. El Mercosur de Perón. Se trata de una investigación histórica sobre los antecedentes de la política latinoamericana de Juan Domingo Perón en sus dos primeras presidencias, con especial énfasis en el período del Barón de Río Branco y, posteriormente, de Getulio Vargas en Brasil.
En 2014 publicó Crónicas de la integración continental. Se trata de una serie de artículos y reflexiones sobre los acontecimientos y las personalidades que dieron lugar al intenso período de convergencia suramericana en la primera década del siglo XX.
En 2022 publicó un libro de poemas, Gozos y dolores entre dos siglos.
En la actualidad se desempeña como Coordinador del Archivo Histórico de Radio y Televisión Argentina (RTA).